# وشهردی (ناحیه پلزن-شمالی)
وشهردی (به چکی: Všehrdy) یک منطقهٔ مسکونی در جمهوری چک است که در ناحیه پلزن-شمالی واقع شده‌است. وشهردی ۵٫۵۱ کیلومتر مربع مساحت و ۴۸ نفر جمعیت دارد و ۳۷۱ متر بالاتر از سطح دریا واقع شده‌است.